# Siso Cunill
Josep Lluis Cunill Gomez (ur. 20 października 1990 w Mountain View) – hiszpański kierowca wyścigowy.

## Kariera

### Formuła 3
Cunill Gomez rozpoczął karierę w wyścigach samochodowych w 2006 roku, od startów w Formula 3 Spain Copa de España F300. Tam też stawał po raz pierwszy w karierze na podium (trzykrotnie). Z dorobkiem 23 punktów uplasował się na 6 miejscu w klasyfikacji generalnej. Rok później Hiszpan pojawił się już na starcie Hiszpańskiej Formuły 3. Tu jednak jego jedynym większym osiągnięciem jest jedno podium. Uzbierał ostatecznie 19 punktów, co mu dało 14 lokatę.

### Formuła Renault
W 2008 roku Josep Lluis rozpoczął starty w prestiżowej Formule Renault 3.5. Przejechał tam osiem wyścigów w bolidzie belgijskiej ekipy KTR. W ciągu tych wyścigów zdobył zaledwie jeden punkt, co mu dało 30 miejsce w klasyfikacji kierowców. W tym samym sezonie startował również we  Włoskiej Formule Renault oraz w Europejskim Pucharze Formuły Renault 2.0. Gdy w edycji europejskiej był 22, we Włoszech uplasował się na 13 miejscu.

### Porsche Supercup
W latach 2009–2010 Hiszpan startował w mistrzostwach Porsche Supercup. W obu sezonach przejechał łącznie 17 wyścigów w porsche ekipy Konrad Motorsport. W 2009 roku zdobył 73 punkty, a rok później zaledwie trzy. Pozwoliło mu to zająć odpowiednio 11 i 22 lokatę w klasyfikacji generalnej.

## Statystyki
| Sezon | Seria                                 | Zespół            | Wyścigi | Zwycięstwa | PP | NO | Podium | Punkty | Pozycja |
| ----- | ------------------------------------- | ----------------- | ------- | ---------- | -- | -- | ------ | ------ | ------- |
| 2006  | Hiszpańska Formuła 3                  | GTA Motor         | 6       | 0          | 0  |    | 3      | 23     | 6       |
| 2006  | Belgijska Formuła Renault 1.6         |                   | 5       | 0          | 0  | ?  | 0      | 1      | 21      |
| 2007  | Hiszpańska Formuła 3                  | GTA Motor         | 16      | 0          | 0  | 0  | 1      | 19     | 14      |
| 2008  | Włoska Formuła Renault                | Jenzer Motorsport | 10      | 0          | 0  | 0  | 0      | 96     | 13      |
| 2008  | Europejski Puchar Formuły Renault 2.0 | Jenzer Motorsport | 6       | 0          | 0  | 0  | 0      | 5      | 22      |
| 2008  | Formuła Renault 3.5                   | KTR               | 6       | 0          | 0  | 0  | 0      | 1      | 30      |
| 2009  | Porsche Supercup                      | Konrad Motorsport | 13      | 0          | 0  | 0  | 0      | 73     | 11      |
| 2009  | Niemiecki Puchar Porsche Carrera      | Konrad Motorsport | 1       | 0          | 0  | 0  | 1      | 16     | 24      |
| 2010  | Porsche Supercup                      | Konrad Motorsport | 4       | 0          | 0  | 0  | 0      | 3      | 22      |
| 2010  | FIA GT3 European Championship         | Trackspeed Racing | 6       | 1          | 0  | 1  | 2      | 52     | 10      |
| 2010  | FIA GT3 European Championship         | ARGO Racing       | 6       | 1          | 0  | 1  | 2      | 52     | 10      |
| 2010  | British GT Championship - GT3         | Trackspeed        | 2       | 0          | 0  | 0  | 1      | 10     | 21      |

## Wyniki w Formule Renault 3.5
| Legenda oznaczeń w tabelach wyników Wyświetl szablon na nowej stronie | Legenda oznaczeń w tabelach wyników Wyświetl szablon na nowej stronie                                                                     |
| Oznaczenie                                                            | Wyjaśnienie |
| --------------------------------------------------------------------- | --- |
| Złoty                                                                 | Zwycięzca lub mistrzostwo |
| Srebrny                                                               | 2. miejsce lub wicemistrzostwo |
| Brązowy                                                               | 3. miejsce lub II wicemistrzostwo |
| Zielony                                                               | Ukończył, punktował (w klasyfikacji generalnej, gdy zdobył co najmniej jeden punkt na przestrzeni sezonu, poza trzema powyższymi opcjami) |
| Niebieski                                                             | Ukończył, nie punktował (w klasyfikacji generalnej, gdy nie zdobył co najmniej jednego punktu na przestrzeni sezonu)                      |
| Czerwony                                                              | Nie zakwalifikował się (NZ) |
| Czerwony                                                              | Nie prekwalifikował się (NPK) |
| Różowy                                                                | Nie ukończył (NU) |
| Różowy                                                                | Niesklasyfikowany (NS) (w klasyfikacji generalnej, gdy nie został sklasyfikowany w żadnym wyścigu sezonu)                                 |
| Czarny                                                                | Zdyskwalifikowany (DK) |
| Czarny                                                                | Wykluczony (WYK/EX) |
| Biały                                                                 | Nie wystartował (NW) |
| Biały                                                                 | Kontuzjowany (K/INJ) |
| Biały                                                                 | Wyścig odwołany (OD/C) |
| Bez koloru                                                            | Został wycofany (WYC/WD) |
| Bez koloru                                                            | Nie przybył (NP/DNA) |
| Bez koloru                                                            | Nie brał udziału w treningach (NT/DNP) |
| Bez koloru                                                            | Nie został zgłoszony (–) |
| Pogrubienie                                                           | Start z pole position |
| Kursywa                                                               | Najszybsze okrążenie wyścigu |
| †                                                                     | Nie ukończył, ale jego rezultat został zaliczony ze względu na przejechanie więcej niż 90% dystansu wyścigu.                              |
| *                                                                     | Sezon w trakcie |
| 1/2/3                                                                 | Punktowana pozycja w sprincie kwalifikacyjnym                                                                                             |
| Lista systemów punktacji Formuły 1                                    | |

| Rok  | Zespół | Wyniki w poszczególnych eliminacjach | Wyniki w poszczególnych eliminacjach | Wyniki w poszczególnych eliminacjach | Wyniki w poszczególnych eliminacjach | Wyniki w poszczególnych eliminacjach | Wyniki w poszczególnych eliminacjach | Wyniki w poszczególnych eliminacjach | Wyniki w poszczególnych eliminacjach | Wyniki w poszczególnych eliminacjach | Wyniki w poszczególnych eliminacjach | Wyniki w poszczególnych eliminacjach | Wyniki w poszczególnych eliminacjach | Wyniki w poszczególnych eliminacjach | Wyniki w poszczególnych eliminacjach | Wyniki w poszczególnych eliminacjach | Wyniki w poszczególnych eliminacjach | Wyniki w poszczególnych eliminacjach | Punkty | Pozycja |
| ---- | ------ | ------------------------------------ | ------------------------------------ | ------------------------------------ | ------------------------------------ | ------------------------------------ | ------------------------------------ | ------------------------------------ | ------------------------------------ | ------------------------------------ | ------------------------------------ | ------------------------------------ | ------------------------------------ | ------------------------------------ | ------------------------------------ | ------------------------------------ | ------------------------------------ | ------------------------------------ | ------ | ------- |
| 2008 | KTR    | ITA                                  | ITA                                  | BEL                                  | BEL                                  | MON                                  | GBR                                  | GBR                                  | HUN                                  | HUN                                  | DEU                                  | DEU                                  | FRA                                  | FRA                                  | PRT                                  | PRT                                  | ESP                                  | ESP                                  | 1      | 30      |
| 2008 | KTR    | -                                    | -                                    | -                                    | -                                    | -                                    | -                                    | -                                    | -                                    | -                                    | 10                                   | NU                                   | 18                                   | NU                                   | 17                                   | 18                                   | 15                                   | NU                                   | 1      | 30      |